# Anselme Gaëtan Desmarest
Anselme Gaëtan Desmarest (1784 – 4 giugno 1838) è stato uno zoologo e medico francese.
Era il figlio di Nicolas Desmarest.

## Alcune opere
- Histoire Naturelle des Tangaras, des Manakins et des Todiers (1805)
- Considérations générales sur la classe des crustacés (1825)
- Dictionnaire des Sciences Naturelles (1816-30, con André Marie Constant Duméril).

| Desmarest è l'abbreviazione standard utilizzata per le specie animali descritte da Anselme Gaëtan Desmarest. Categoria:Taxa classificati da Anselme Gaëtan Desmarest |